# Kalophrynus cryptophonus
Kalophrynus cryptophonus es una especie de anfibio anuro de la familia Microhylidae.

## Distribución geográfica
Esta especie es endémica de la localidad tipo, Loc Bao Forestry Enterprisede en la provincia de Lâm Đồng en Vietnam. Se encuentra entre los 247 y 800 m de altitud.

## Publicación original
- Vassilieva, Galoyan, Gogoleva & Poyarkov, 2014 : Two new species of Kalophrynus Tschudi, 1838 (Anura: Microhylidae) from the Annamite mountains in southern Vietnam. Zootaxa, n.º 3796, p. 401–434.[4]